# Доктор Снагълс
„Доктор Снагълс“ (на английски: Doctor Snuggles) е анимационен сериал по идея на Джефри О'Кели. Едноименният герой се озвучава от Питър Устинов. Сериалът дебютира през 1980 г. и съдържа 13 половин-часови епизода.

## В България
В България епизодите на сериала се издават на DVD от „А Дизайн“ през 2008 г. с български дублаж от Протон Студио. Ролите се озвучават от Христо Бонин, Кирил Бояджиев и Светлана Смолева.
На 6 юни 2010 г. сериалът започва излъчване по БНТ 1. Дублажът е записан наново от главна редакция „Кино“. Ролите се озвучават от Златина Тасева, Иван Райков, Живко Джуранов, Петър Чернев и Кирил Ивайлов. Преводът е на Тония Микова, а редактор е Веселина Пършорова.